# Gieorgij Wołoszynow
Gieorgij Fiodorowicz Wołoszynow, ros. Георгий Федорович Волошинов (ur. 14 stycznia?/26 stycznia 1887 w Dźwińsku, zm. 23 stycznia 1933 w Moskwie) – rosyjski wojskowy (generał major), działacz emigracyjny, mason.
Ukończył nikołajewską szkołę kawaleryjską. Służył w lejbgwardii Grenadierskiego Pułku Konnego. Brał udział w I wojnie światowej. Następnie uczestniczył w wojnie domowej w Rosji w wojskach Białych. Został dowódcą 1 Umanskiego Pułku Kubańskiego. Doszedł do stopnia generała majora. Trafił do niewoli bolszewickiej, ale udało mu się zbiec do Polski. Następnie wyjechał do Francji, gdzie pracował w fabryce firmy Renault. W latach 1923–1924 był instruktorem sportowym. Działał w Bractwie Rosyjskiej Prawdy. W poł. lat 20. utworzył lożę masońską „Siewiernoje Sijanije”. Napisał wspomnienia dotyczące rosyjskiej wojny domowej. Latem 1929 r. usiłował nielegalnie przekroczyć granicę persko-radziecką, ale został schwytany przez OGPU. Po procesie skazano go na karę śmierci, wykonaną przez rozstrzelanie 23 stycznia 1933 r.